# Споменик победи (Степанакерт)
Споменик победи (јерм. Ստեփանակերտի հուշարձան) налази се у Степанакерту, главном граду дефакто независне Републике Нагорно-Карабах.

Меморијални комплекс, подигнут у част 22.000 становника Арцаха који су погинули током Другог светског рата, налази се у централном делу око обелиска висине од 21 метра. Они који су погинули, сахрањени су у заједничку гробницу на супротном брду. Други део комплекса чине каскадни слапови са седам „уцвељених” извора направљених у стилу традиционалних јерменских споменика и класичне орнаменталне уметности. На гранитном постољу су приказании јерменско-совјетски војници Црвене армије који су именовани херојима Совјетског Савеза. Најновији део комплекса чини гробље на коме су сахрањени ветерани рата за Арцах. Од 1945. до 1990. комплексом су управљале власти Аутономне области Нагорно-Карабах. Од 1991. до данас, он је у власништву владе Републике Арцах.

## Галерија
- Постављање споменика у облику тенка Т-72-ի, у оквиру комплекса[3]
- Панорамски приказ споменика
- Споменик геноциду над Јерменима